# Tomáš Sršeň
Tomáš Sršeň (* 25. srpna 1966 Olomouc) je český hokejový trenér a bývalý hokejový útočník. Od roku 2022 působí jako hlavní trenér v mládežnickém týmu 9. tříd klubu HC Olomouc.

## Kariéra

### Hráčská kariéra
Svou kariéru začal v rodném městě v týmu TJ DS Olomouc. V nejvyšší soutěži měl debut v týmu HC Zetor Brno v roce 1985, a zahrál jsi také za československou reprezentaci. Byl draftován v sedmém kole celkově 147. v roce 1987 týmem Edmonton Oilers, ale zůstal v Československu na další tři sezóny. V NHL debutoval za tým Oilers v sezóně 1990/1991, ale objevil se jen ve dvou zápasech a podařilo se mu jednou vystřelit na bránu a tak strávil zbytek sezony v AHL v týmu Cape Breton Oilers.
Na další sezonu 1992/1993 se vrátil do Evropy kdy začal hrát za tým Leksands IF a pak na další sezonu za tým Rögle BK ve švédské Elitserien. Za Rögle, vyhrál Trofej Håkana Looba a v lize se stal nejlepším střelcem s 28 gólů v sezóně 1993–1994. Na další sezonu se vrátil do své vlasti a hrál za tým HC Vsetín až do roku 1999. Během těchto let pomohl vyhrát pět titulů v České extralize. Na začátku sezony si vyzkoušel zahrát v Německé lize za tým Essen kterému se podařilo postoupit do nejvyšší ligy. Na další sezonu se vrátil do vlasti za tým HC Femax Havířov kde odehrál 39 zápasů a stal se poprvé kapitánem mužstva ale na závěr sezony přestoupil do HC Vítkovice Steel kde odehrál zbytek sezony a pomohl vybojovat 3 místo. Na novou sezonu 2001/2002 vyzkoušel Italskou ligu v týmu HC Merano kde odehrál 15 zápasů a přestoupil do Německé ligy do týmu Wolfsburg Grizzly Adams kde hrál svůj poslední zápas v Německé lize. V sezoně 2002/2003 se vrátil do týmu HC Havířov Panthers kde odehrál všech 52 zápasů a stal se nejlepším a nejtrestanějším hráčem Pantherů ale byla to pro něho poslední sezona v Extralize. Na další sezonu si zahrál v Norské lize za tým Lillehammer IK kde se stal nejtrestanějším hráčem v týmu a po 26 zápasech se vrátil zpátky do Pantheru ale odehrál pouhých 4 zápasy a přestoupil do rodného města HC Olomouc kde odehrál zbytek sezony a byla to pro něho poslední sezona v 1. lize. Na další sezonu se vrátil do Lillehammeru a podepsal smlouvu na dva roky. Po vypršení smlouvy podepsal smlouvu s Dánským klubem Frederikshavn White Hawks kde bylo jeho poslední angažmá v cizině a na novou sezonu 2007/2008 s týmem HC Uničov. Hráčskou kariéru ukončil v roce 2010, hned poté se stal trenérem Uničova.

### Trenérská kariéra
První profesionální trenérská sezóna se mu moc nevydařila, v týmu odkoučoval 18 zápasů, ve kterých klub nasbíral 9 bodů a umístil se na poslední místo tabulky. Proto se rozhodl pro návrat do profesionálního hokeje, kde nastoupil hned v 19. kole proti týmu HC Frýdek-Místek, ve kterém se mu podařilo získat jeden bod. V týmu chtěl odehrát co nejvíc zápasů, aby se mohl zúčastnit baráže o 2. ligu, jenže odehrál jen 5 zápasů. Po sestupu týmu Uničova do Krajské hokejové ligy odešel Sršeň trénovat mladší dorostenecký tým Uničova. V roce 2012 krátce vedl tým LHK Jestřábi Prostějov, poté, až do roku 2014, působil jako hlavní kouč v Porubě. Od roku 2014 je opět trenérem prostějovského klubu. S Porubou nakonec dosáhl v ročníku 2017/18 k úspěchu, po několika sezonách v 2. lize se vrátili zpět do 1. ligy. Start ve vyšší soutěži se jim vydařil, obsazovali vrchní příčky tabulky, později se však propadali, vedení klubu se rozhodlo zasáhnout k reorganizaci trenérských postu, spolu s Alešem Flašarem byli odvolání.  V ročníku 2019/20 pokračoval v koučování v porubském celku, v mládežnické kategorii působil v dorostenecké kategorii jako asistent hlavnímu trenérovi Davidu Moravcovi. V juniorském celku, který hrál druhou nejvyšší soutěž, působil jako hlavní trenér. V létě 2022 se rozhodl pro návrat do mateřského týmu HC Olomouc, s vedením klubu se dohodl, že převezme mládežnické družstvo v kategorii 9. tříd.
| Sezona  | Klub                               | Soutěž   | Post             | Poznámka             | Reference |
| ------- | ---------------------------------- | -------- | ---------------- | -------------------- | --------- |
| 2009-10 | HC Uničov                          | 2.ČHL    | Hrající trenér   |                      |           |
| 2010-11 | HC Uničov                          | 2.ČHL    | Asistent trenéra | Od 1-18. kola        |           |
| 2010-11 | HC Uničov                          | 2.ČHL    | Hrající trenér   | Od 19. kola          |           |
| 2012-13 | LHK Jestřábi Prostějov             | 2.ČHL    | Asistent trenér  | Do 8. října 2012     |           |
| 2012-13 | HC RT Torax Poruba                 | 2.ČHL    | Hlavní trenér    | Od 8. října 2012     | [ 11 ]    |
| 2013-14 | HC RT Torax Poruba (junior)        | 1.ČHL-20 | Asistent trenér  |                      |           |
| 2013-14 | HC RT Torax Poruba                 | 2.ČHL    | Hlavní trenér    |                      |           |
| 2014-15 | LHK Jestřábi Prostějov             | 1.ČHL    | Hlavní trenér    | Do 3. listopadu 2014 |           |
| 2014-15 | HC RT Torax Poruba                 | 2.ČHL    | Hlavní trenér    | Od 7. listopadu 2014 | [ 12 ]    |
| 2015-16 | HC RT Torax Poruba (mladší dorost) | 1.ČHL-16 | Asistent trenér  |                      |           |
| 2015-16 | HC RT Torax Poruba                 | 2.ČHL    | Hlavní trenér    |                      |           |
| 2016-17 | HC RT Torax Poruba                 | 2.ČHL    | Hlavní trenér    |                      |           |
| 2017-18 | HC RT Torax Poruba                 | 2.ČHL    | Hlavní trenér    |                      |           |
| 2018-19 | HC RT Torax Poruba                 | 1.ČHL    | Hlavní trenér    | Do 1. ledna 2019     |           |
| 2019-20 | HC RT Torax Poruba (dorost)        | ČHL-17   | Asistent trenéra |                      |           |
| 2019-20 | HC RT Torax Poruba (junior)        | 1.ČHL-20 | Hlavní trenér    |                      |           |
| 2020-21 | HC RT Torax Poruba (junior)        | 1.ČHL-20 | Hlavní trenér    |                      |           |
| 2021-22 | HC RT Torax Poruba (junior)        | 1.ČHL-20 | Hlavní trenér    |                      |           |
| 2022-23 | HC Olomouc (9. třída)              | 9. třída | Hlavní trenér    |                      |           |
| 2023-24 | HC Olomouc (9. třída)              | 9. třída | Hlavní trenér    |                      |           |
| 2024-25 | HC Olomouc (9. třída)              | 9. třída | Hlavní trenér    |                      |           |

## Ocenění a úspěchy
- 1994 SEL - Trofej Håkana Looba
- 1996 ČHL - Utkání hvězd
- 1997 ČHL - Utkání hvězd
- 1997 ČHL - Nejlepší střelec v playoff
- 1997 ČHL - Nejlepší nahrávač v playoff
- 1997 ČHL - Nejproduktivnější hráč v playoff

## Prvenství

### NHL
- Debut - 31. října 1990 (Edmonton Oilers proti Winnipeg Jets)

### ČHL
- Debut - 22. listopadu 1994 (HC Dadák Vsetín proti HC Dukla Jihlava)
- První gól - 22. listopadu 1994 (HC Dadák Vsetín proti HC Dukla Jihlava, českému brankáři Marku Novotnému)
- První asistence - 22. listopadu 1994 (HC Dadák Vsetín proti HC Dukla Jihlava)
- První hattrick - 24. března 1997 (HC Dadák Vsetín proti HC Pojišťovna IB Pardubice)

## Rekordy
- Česká extraliga - počet vstřelených branek v jednom zápase playoff 5+2 (1997)
- Česká extraliga - nejhorší bilance v pobytu na ledě (+/-) -43 (2003)

## Klubová statistika
| Sezóna       | Klub                      | Soutěž       |     | Základní část | Základní část | Základní část | Základní část | Základní část |    | Play off | Play off | Play off | Play off | Play off |
| Sezóna       | Klub                      | Soutěž       | Z   | G             | A             | B             | TM            | Z             | G  | A        | B        | TM       |          |          |
| 1984–85      | TJ DS Olomouc             | 1.ČSHL       | 31  | 14            | 8             | 22            | 20            | —             | —  | —        | —        | —        |          |          |
| 1985–86      | HC Zetor Brno             | ČSHL         | 40  | 6             | 5             | 11            | 44            | —             | —  | —        | —        | —        |          |          |
| 1986–87      | HC Zetor Brno             | ČSHL         | 40  | 15            | 8             | 23            | 44            | —             | —  | —        | —        | —        |          |          |
| 1987–88      | HC Zetor Brno             | ČSHL         | 45  | 24            | 0             | 24            | 72            | —             | —  | —        | —        | —        |          |          |
| 1988–89      | ASD Dukla Jihlava         | ČSHL         | 42  | 19            | 11            | 30            | —             | —             | —  | —        | —        | —        |          |          |
| 1989–90      | HC Zetor Brno             | ČSHL         | 13  | 5             | 5             | 10            | 16            | —             | —  | —        | —        | —        |          |          |
| 1990–91      | Cape Breton Oilers        | AHL          | 72  | 32            | 26            | 58            | 100           | 4             | 3  | 1        | 4        | 6        |          |          |
| 1990–91      | Edmonton Oilers           | NHL          | 2   | 0             | 0             | 0             | 0             | —             | —  | —        | —        | —        |          |          |
| 1991–92      | Cape Breton Oilers        | AHL          | 68  | 19            | 27            | 46            | 79            | 5             | 2  | 2        | 4        | 4        |          |          |
| 1992–93      | Leksands IF               | SEL          | 39  | 20            | 6             | 26            | 48            | 2             | 2  | 1        | 3        | 4        |          |          |
| 1993–94      | Rögle BK                  | SEL          | 40  | 28            | 13            | 41            | 72            | 3             | 0  | 0        | 0        | 8        |          |          |
| 1994–95      | Rögle BK                  | SEL          | 16  | 3             | 1             | 4             | 28            | —             | —  | —        | —        | —        |          |          |
| 1994–95      | HC Dadák Vsetín           | ČHL          | 35  | 15            | 21            | 36            | 0             | —             | —  | —        | —        | —        |          |          |
| 1995–96      | HC Dadák Vsetín           | ČHL          | 32  | 7             | 20            | 27            | 79            | 12            | 3  | 10       | 13       | 8        |          |          |
| 1996–97      | HC Petra Vsetín           | ČHL          | 52  | 16            | 36            | 52            | 92            | 10            | 7  | 10       | 17       | 38       |          |          |
| 1997–98      | HC Petra Vsetín           | ČHL          | 40  | 13            | 31            | 44            | 84            | 10            | 5  | 3        | 8        | 20       |          |          |
| 1998–99      | HC Slovnaft Vsetín        | ČHL          | 48  | 9             | 27            | 36            | 81            | 10            | 5  | 2        | 7        | 0        |          |          |
| 1999–00      | Moskitos Essen            | DEL          | 67  | 21            | 21            | 42            | 92            | —             | —  | —        | —        | —        |          |          |
| 2000–01      | HC Femax Havířov          | ČHL          | 39  | 11            | 13            | 24            | 38            | —             | —  | —        | —        | —        |          |          |
| 2000–01      | HC Vítkovice Steel        | ČHL          | 7   | 1             | 1             | 2             | 4             | 10            | 1  | 1        | 2        | 6        |          |          |
| 2001–02      | HC Merano                 | LIHG         | 17  | 7             | 8             | 15            | 12            | —             | —  | —        | —        | —        |          |          |
| 2001–02      | Wolfsburg Grizzly Adams   | 2.Bun.       | 29  | 14            | 20            | 34            | 56            | 5             | 3  | 5        | 8        | 14       |          |          |
| 2002-03      | HC Havířov Panthers       | ČHL          | 52  | 9             | 21            | 30            | 108           | —             | —  | —        | —        | —        |          |          |
| 2003–04      | Lillehammer IK            | GET          | 26  | 13            | 21            | 34            | 103           | —             | —  | —        | —        | —        |          |          |
| 2003–04      | HC Havířov Panthers       | 1.ČHL        | 4   | 0             | 0             | 0             | 8             | —             | —  | —        | —        | —        |          |          |
| 2003–04      | HC Olomouc                | 1.ČHL        | 9   | 1             | 3             | 4             | 12            | —             | —  | —        | —        | —        |          |          |
| 2004–05      | Lillehammer IK            | GET          | 41  | 20            | 27            | 47            | 102           | —             | —  | —        | —        | —        |          |          |
| 2005–06      | Lillehammer IK            | GET          | 42  | 20            | 35            | 55            | 120           | —             | —  | —        | —        | —        |          |          |
| 2006–07      | Frederikshavn White Hawks | ABL          | 34  | 8             | 18            | 26            | 156           | 5             | 0  | 4        | 4        | 10       |          |          |
| 2007–08      | HC Uničov                 | 2.ČHL        | 25  | 8             | 9             | 17            | 85            | —             | —  | —        | —        | —        |          |          |
| 2008–09      | HC Uničov                 | 2.ČHL        | 22  | 4             | 11            | 15            | 73            | 5             | 0  | 1        | 1        | 32       |          |          |
| 2009–10      | HC Uničov                 | 2.ČHL        | 35  | 14            | 10            | 24            | 99            | —             | —  | —        | —        | —        |          |          |
| 2010–11      | HC Uničov                 | 2.ČHL        | 5   | 0             | 1             | 1             | 14            | —             | —  | —        | —        | —        |          |          |
| Celkem v ČHL | Celkem v ČHL              | Celkem v ČHL | 418 | 128           | 158           | 286           | 583           | 52            | 21 | 26       | 47       | 72       |          |          |

## Reprezentace
| Rok                       | Tým                       | Soutěž                    | Z  | G | A | B | TM |
| ------------------------- | ------------------------- | ------------------------- | -- | - | - | - | -- |
| 1994                      | Česko                     | ZOH                       | 8  | 2 | 3 | 5 | 8  |
| 1994                      | Česko                     | MS                        | 6  | 1 | 1 | 2 | 2  |
| 1995                      | Česko                     | MS                        | 8  | 1 | 1 | 2 | 6  |
| Seniorská kariéra celkově | Seniorská kariéra celkově | Seniorská kariéra celkově | 22 | 4 | 5 | 9 | 16 |